# Вулиця Пустомитівська
Ву́лиця Пустомитівська — вулиця у Залізничному районі міста Львова, в місцевості Сигнівка. Сполучає вулиці Кульпарківську та Садову.

## Історія
Виникла у першій третині XX століття у складі передміського селища Сигнівка. Після входження селища до меж міста 11 квітня 1930 року, вулиці колишнього села були перейменовані або ж новоутвореним вулицям надавалися певні назви. Так, у 1938 році отримала назву вулиця Слеповрон-Камєнськєго, на честь польського юриста, кандидата наук, підпоручника Війська Польського, учасника боїв за Львів у 1918 році Віктора Камєнського гербу Сліповрон. Під час німецької окупації, у 1943—1944 роках, мала назву Устіяновичґассе, на честь українського маляра Корнила Устияновича. У липні 1944 року повернена передвоєнна назва вулиці Камєнського, але вже без приставки Сліповрон. 1966 року перейменована на вулицю Валі Котика, на честь радянського піонера, партизана-розвідника, Героя Радянського Союзу Валентина Котика. 1993 року перейменована на вулицю Богдана Котика, на пошану українського радянського діяча, голови Львівського міськвиконкому, народного депутата України 1-го скликання Богдана Котика. Після того, як у 1997 році колишню вулицю Борсоєва у місцевості Цетнерівка перейменували на вулицю Богдана Котика і аби уникнути дублювання назв вулиць Львова, того ж року перейменували вже колишню вулицю Богдана Котика у місцевості Сигнівка на вулицю Пустомитівську, на згадку про місто Пустомити, що на Львівщині.

## Забудова
Забудова вулиці Пустомитівської — одноповерховий конструктивізм 1930-х і 1950-х років, нові індивідуальні забудови. На одній з приватних садиб знаходиться скульптура Святого Флоріана.